# BLITS
BLITS  (Ball Lens In The Space) é um satélite russo lançado em 17 de setembro de 2009, como carga secundária em um foguete Soyuz-2.1b/Fregat, a partir do Cosmódromo de Baikonur no Cazaquistão.

## Características
O satélite é totalmente passivo e esférico, ele é rastreado usando o Satellite Laser Ranging (SLR) do International Laser Ranging Service. O desenho do BLITS é baseado no conceito ótico da lente de Luneburg. O retrorrefletor é uma esfera de múltiplas camadas de vidro; que provê características reflexivas uniformes para uma ampla gama de ângulos, além disso tinha um diâmetro suficiente para observações em órbitas baixas e médias. Um desenho similar já havia sido testado num refletor laser menor, levado no satélite Meteor-3M lançado em 10 de dezembro de 2001.